# Waterfilter
Een waterfilter verwijdert onzuiverheden van water door middel van een fysieke barrière, een chemisch proces of een biologisch proces. Filters zuiveren water in verschillende mate voor drinkwater, aquaria, zwembaden en irrigatie.

## Methoden
Waterfilters maken gebruik van zeven, adsorptie, actieve kool, omgekeerde osmose, ionenwisseling en andere processen. Waterfilters kunnen dus ook microscopisch kleine deeltjes verwijderen. 

## Soorten van filters

### Filters voor waterzuiveringsinstallatie
Soorten waterfilters zijn; mediafilters, schermfilters, schijffilters, zandfilters en ook het doekfilter.

### Verbruikspuntfilters

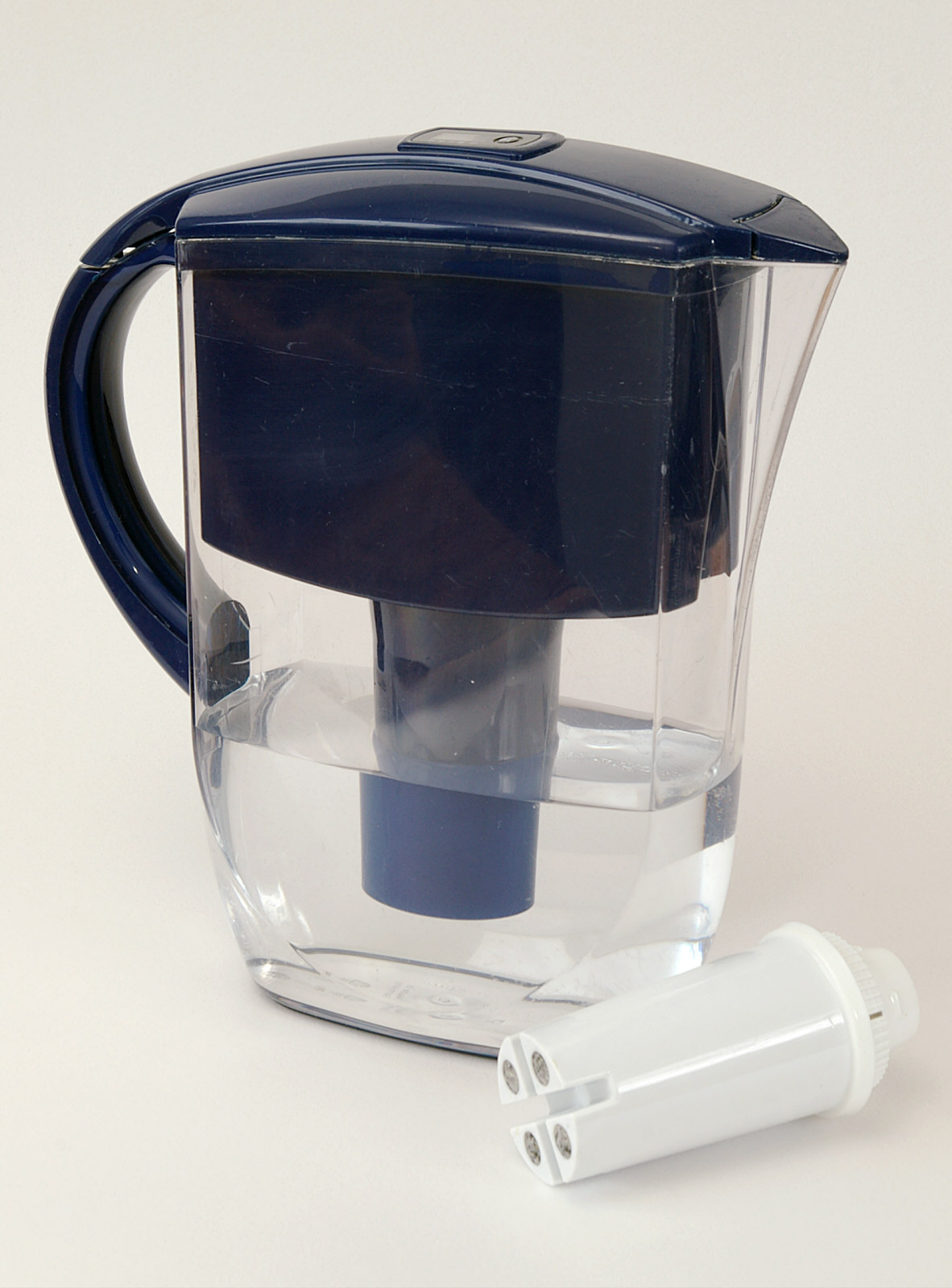
Waterfilter voor thuisgebruik

Filters voor huishoudelijk gebruik zijn onder meer koolstoffilters met granulaire actieve kool (GAC), koolstofblokharsfilters (CBR), metaallegeringfilters, microporeuze keramische filters en ultrafiltratie-membranen (omgekeerde osmose). Sommige verbruikspunt-drinkwatersystemen gebruiken meer dan één filtratiemethode. Kruikfilters kunnen worden gebruikt voor kleine hoeveelheden drinkwater. Sommige fluitketels (kookketeltjes) hebben ingebouwde filters, voornamelijk om de kalkopbouw te verminderen.

### Draagbare waterfilters
Waterfilters worden ook gebruikt door wandelaars, door hulporganisaties tijdens humanitaire noodsituaties en door de strijdkrachten. Deze filters zijn meestal klein, draagbaar en licht (1 kg of minder) en filteren water meestal door te werken met een mechanische handpomp, hoewel sommige ook gebruikmaken van een hevelsysteem. Vuil water wordt via een filterende silicium flexibele buis gepompt door middel van een schermfilter, die eindigt in een container. Deze filters verwijderen de bacteriën, protozoa en microbiologische cystes die kunnen leiden tot ziekte. Filters kunnen fijne mazen hebben die moeten worden vervangen of schoongemaakt en keramische waterfilters moeten afgeschraapt worden wanneer ze vol zijn met onzuiverheden. Niet alle soorten verontreiniging kunnen met deze filters verwijderd worden. Daarom is het soms nodig te kiezen voor een andere of combinatie met andere methoden van draagbare waterzuivering.